# Mistrzostwa Europy w Biegach Przełajowych 1998
5. Mistrzostwa Europy w Biegach Przełajowych – zawody lekkoatletyczne, które odbyły się w 1998 roku w mieście Ferrara (Włochy).

## Rezultaty

### Mężczyźni

#### Indywidualnie
| Medal  | Zawodnik                  | Rezultat  |
| Złoto  | Serhij Łebid · Ukraina    | 28'07 min |
| Srebro | Mohammed Mourhit · Belgia | 28'08 min |
| Brąz   | Driss El Himer · Francja  | 28'16 min |

#### Drużynowo
| Medal  | Drużyna    | Rezultat |
| Złoto  | Włochy     | 53 pkt   |
| Srebro | Portugalia | 55 pkt   |
| Brąz   | Hiszpania  | 68 pkt   |

### Juniorzy

#### Indywidualnie
| Medal  | Zawodnik                   | Rezultat  |
| Złoto  | Yusef El Nasri · Hiszpania | 16'50 min |
| Srebro | Ovidiu Tat · Rumunia       | 16'51 min |
| Brąz   | Gareth Turnbull · Irlandia | 16'55 min |

#### Drużynowo
| Medal  | Drużyna         | Rezultat |
| Złoto  | Hiszpania       | 28 pkt   |
| Srebro | Wielka Brytania | 30 pkt   |
| Brąz   | Rumunia         | 36 pkt   |

### Kobiety

#### Indywidualnie
| Medal  | Zawodnik                          | Rezultat  |
| Złoto  | Paula Radcliffe · Wielka Brytania | 18'07 min |
| Srebro | Annemari Sandell · Finlandia      | 18'10 min |
| Brąz   | Olivera Jevtić · Jugosławia       | 18'11 min |

#### Drużynowo
| Medal  | Drużyna    | Rezultat |
| Złoto  | Portugalia | 16 pkt   |
| Srebro | Francja    | 25 pkt   |
| Brąz   | Rumunia    | 51 pkt   |

### Juniorki
| Medal  | Zawodnik                     | Rezultat  |
| Złoto  | Katalin Szentgyörgyi · Węgry | 11'51 min |
| Srebro | Inês Monteiro · Portugalia   | 11'58 min |
| Brąz   | Sonja Stolić · Jugosławia    | 12'03 min |

### Drużynowo
| Medal  | Drużyna | Rezultat |
| Złoto  | Turcja  | 20 pkt   |
| Srebro | Belgia  | 46 pkt   |
| Brąz   | Rumunia | 49 pkt   |